# Raúl Larrosa
Raúl Larrosa (Perú; 28 de julio de 1956 (c.) - Buenos Aires, Argentina; 7 de septiembre de 1996) fue un músico y tumbador peruano radicado en Argentina

## Carrera
Como todo músico peruano dirigió su instrumento al género de la salsa y la cumbia. Vino a la Argentina a principio de 1990 donde fue contratado por el productor José Olaya, conocido como «El Cholo», del Clan Tropical para reemplazar a Gino Asmat Galindo que comenzó a trabajar con el Grupo Karicia. Gracias a su gran carisma logró integrarse a la banda de unas de las intérpretes con más repercusión en la música tropical argentina Gilda.
En el grupo también estaba conformado por Chino Wong en trompeta, Edwin Manrique en bongos, Manuel Vázquez en percusión, Daniel de la Cruz y Claudio Cortagerena en trompetas, Enrique Tolosa en guitarra, y Marcelo Inamorato en el bajo. Este último fue reemplazado durante la última gira por Gustavo Babini porque le había sido robado su documentación. Juan Carlos "Toti" Giménez,  mánager y marido de Gilda, se desempeñó como teclados, arreglador y director musical de la banda.
Junto a Myriam Alejandra Bianchi más conocida como Gilda pasaron por todo: El problema con el representante, las discográficas, las amenazas y cómo de a poco la cantante fue entrando en el gusto popular. En 1995 mejoraron las cosas, la cantante llegó a un acuerdo con Leader Music, en enero de 1996 lanzó Corazón valiente y a los dos meses se convirtió en disco de oro. Hicieron giras por el interior y por Bolivia, estadios y boliches emblemáticos de la movida en Buenos Aires: Metrópolis, Fantástico, Terremoto, entre otros.
Interpretaron temas de gran repercusión como "Ámame suavecito", "Corazón valiente", "Corazón herido", "Fuiste", "No me arrepiento de este amor", "Tu eres el chico de los ojos cafés", "Nadie más que tú", "La puerta", entre tantos otros temas.

## Tragedia
La tarde del 7 de septiembre de 1996 se presentaron en un programa conducido por Sandra Smith, programa que era realizado en América TV y creado y producido por el productor general Roberto Fontana. A las 19:15 de ese mismo día, en el kilómetro 129 de la Ruta Nacional 12 (Argentina), cuando se dirigían a Chajarí, Entre Ríos, un camión conducido por el brasileño Renato Sant Ana Dalves, embistió al autobús donde viajaba. En el siniestro murió la cantante Gilda, la hija mayor y madre de ésta, el chofer del ómnibus  Elvio Mazzuco y los tres músicos Gustavo Babini y  Enrique "Quique" Tolosa. Raúl salió despedido del vehículo muriendo en el acto.
Se casó en los 90 con María Otero con quien tuvo a su hijo Jordán Otero en 1995. Su hijo lo encarnó en la película Gilda, no me arrepiento de este amor donde le permitió conocer más a fondo a su padre.

## Discografía

### Álbumes de estudio
1. 1993 - La única - Clan Music
2. 1994 - Pasito a pasito con... Gilda - Clan Music
3. 1995 - Corazón valiente (Disco de Oro en Argentina y Doble Platino) - Leader Music